# لوتوس اسپریت
لوتوس اسپریت (Lotus Esprit) خودرویی است که در سال‌های ۱۹۷۶ تا ۲۰۰۴ (۱۰،۶۷۵ built)۲۰۱۳–تولید شده‌است.
این خودرو در کلاس خودرو اسپورت قرار گرفته و طراحی آن خودروهای موتور وسط عقب-محور عقب بوده است. سیستم جعبه‌دندهٔ آن ۵ دنده به صورت دستی است.